# ...And Justice for All
《...And Justice For All》은 미국 헤비 메탈 밴드인 메탈리카 네 번째 정규 앨범이다. 타이틀은 미국에서 공식의례를 거행할 때 성조기에 대해 쓰이는 〈충성의 맹세〉의 마지막 구절에서 따온 것이다.현재까지 전 세계적으로 1,600만 장 가까이 팔렸다.
이 앨범은 "빌보드 200"차트에서 6위로 데뷔하면서 메탈리카가 처음으로 10위권 안에 들게 되었다. 미국 내에서만 약 800만 장이 판매되어 8x 플래티넘을 인증 받았고, 1989년 그래미상에서는 신설된 부문인 '하드 록 & 메탈'부문에서 이 앨범으로 후보에 오른 메탈리카의 수상이 유력했으나 제스로 툴(Jethro Tull)이 수상하면서 이변을 낳기도 했다.

## 음반 정보
1986년 불의의 사고로 세상을 떠난 베이시스트 클리프 버튼을 대신해 새롭게 영입한 베이시스트 제이슨 뉴스테드가 메탈리카의 정규앨범으로는 첫 번째로 참여하였으나, 베이스 볼륨을 아주 낮게 낮춰버렸기 때문에 베이스 소리가 잘 안 들린다.
주요 주제는 환경파괴, 전쟁의 비참함, 분노, 제한된 자유, 영아 살해 등 다양한 내용을 다루고 있다. 앨범 커버에는 정의의 여신상이 밧줄에 묶인 채 한 쪽 가슴이 드러나 있고, 손에 든 저울에는 달러가 너무 많이 올라가 있어 줄이 끊어져 있는데, 이는 사라진 정의와 돈에 의한 부패를 비판하고 있는 것이다. 대표곡으로는 "Eye of the Beholder", "Harvester of Sorrow", "...And Justice for All", "One" 등이 있고 8번 트랙 "To Live Is to Die"는 클리프 버튼이 생전에 작곡에 참여했던 유작이기도 하다.

## 수록곡
| #  | 제목                      | 작사·작곡                                   | 재생 시간 |
| -- | ------------------------- | ------------------------------------------- | --------- |
| 1. | Blackened                 | 제임스 헷필드, 라스 울리히, 제이슨 뉴스테드 | 6:41      |
| 2. | ...And Justice for All    | 헷필드, 울리히, 커크 해밋                   | 9:47      |
| 3. | Eye of the Beholder       | 헷필드, 울리히, 해밋                        | 6:30      |
| 4. | One                       | 헷필드, 울리히                              | 7:28      |
| 5. | The Shortest Straw        | 헷필드, 울리히                              | 6:36      |
| 6. | Harvester of Sorrow       | 헷필드, 울리히                              | 5:46      |
| 7. | The Frayed Ends of Sanity | 헷필드, 울리히, 해밋                        | 7:44      |
| 8. | To Live Is to Die         | 헷필드, 울리히, 클리프 버튼                 | 9:49      |
| 9. | Dyers Eve                 | 헷필드, 울리히, 해밋                        | 5:13      |

| #   | 제목       | 작사·작곡                 | 원곡 아티스트   | 재생 시간 |
| --- | ---------- | ------------------------- | --------------- | --------- |
| 10. | The Prince | Sean Harris, Brian Tatler | 다이아몬드 헤드 | 4:26      |

| #   | 제목                                          | 재생 시간 |
| --- | --------------------------------------------- | --------- |
| 10. | One (Live in Seattle 1989)                    | 7:59      |
| 11. | ...And Justice for All (Live in Seattle 1989) | 10:05     |

## 참여
이 목록은 해당 앨범의 부클릿에서 발췌하였다.
| 메탈리카 - 제임스 헷필드 – 보컬, 리듬 기타, 어쿠스틱 기타, 작사, 편곡, 커버 컨셉 - 라스 울리히 – 드럼, 편곡, 커버 컨셉 - 커크 해밋 – 기타 - 제이슨 뉴스테드 – 베이스 기타 | 스탭 - 메탈리카 – 프로듀스 - 플레밍 라스무센 – 프로듀서, 기술 - 클리프 버튼 - 작사/작곡(8) - Mike Clink – 드럼 기술자(5, 6) - George Cowan – 보조 기술 - Bob Ludwig(MASTERDISK) – 마스터링 - Steve Thompson, Michael Barbiero(Bearsbille 스튜디오, 1988.06) – 믹싱 - Toby 'Rage' Wright – 보조 기술 - Stephen Gorman – 커버 아트 - Ross 'Tabacco Road' Halfin – 사진 - Pushead – 일러스트(멤버 얼굴 해머 그림) - Reiner Design Consultants, Inc. – 디자인, 레이아웃 - Cliff Burnstein, Peter Mensch(Q PRIME INC.) - 매니지먼트 - George Knemeyer, Linda Walker - 매니지먼트 스탭 - ICM/Marsha Vlasic, Fair Warning/John Jackson - 에이전시 대표 - Joni Schneider, Fred Duffin(SIEGEL&FELDSTEIN) - 결산 - Peter Paterno - 법률 대표 - BROCKUM - 판매 |

## 인용
1. ↑  헤럴드경제 (2008년 2월 13일). “90년 립싱크 바닐리 신인상 ‘망신살’”. 헤럴드경제.
2. ↑  《...And Justice for All》 라이너 노츠